# L'Enfant de la folle
Pour plus de détails, voir Fiche technique et Distribution.
L'Enfant de la folle est un film muet français réalisé par Georges Denola, sorti en 1913.

## Fiche technique
- Titre : L'Enfant de la folle
- Réalisation : Georges Denola
- Scénario : Marc Mario
- Photographie :
- Montage :
- Société de production : Société cinématographique des auteurs et gens de lettres (S.C.A.G.L.)
- Société de distribution : Pathé frères
- Pays d'origine :  France
- Langue : français
- Métrage : 800 mètres
- Format : Noir et blanc — 35 mm — 1,33:1 — Muet
- Genre : Film dramatique
- Durée : 26 minutes
- Dates de sortie : 
  -  France : 30 septembre 1913

## Distribution
- Madeleine Céliat : la folle
- Charles Mosnier : le docteur
- Jean Jacquinet : Pierre Le Vannier
- Emile Milo : Frison
- Léontine Massart : la femme de Frison
- Henri Rollan :